# SAR-Lupe

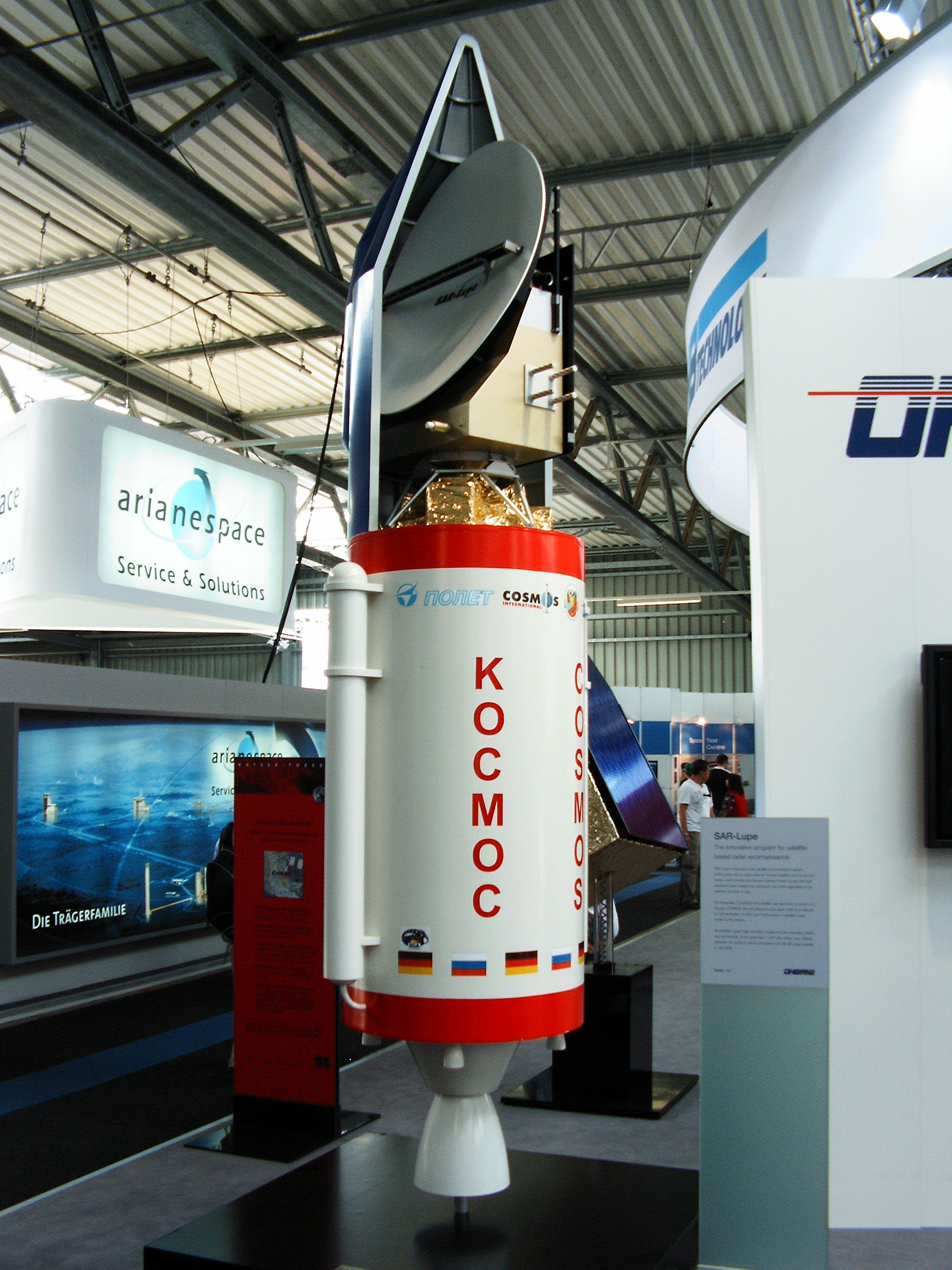
ロシアのコスモス3Mに搭載されたSAR-Lupe（模型）

SAR-Lupeはドイツ初の偵察衛星システム。SARは合成開口レーダー（Synthetic Aperture Radar）の略で、Lupeはドイツ語で拡大鏡を意味する。
SAR-Lupe計画はOHB-System社が開発する5機の人工衛星（770kg）から構成される。
SAR-Lupeの高解像度画像は昼夜を問わず、如何なる気象状態でも撮影できる。初号機は当初の予定から約2年遅れた2006年12月19日にロシアのプレセツク宇宙基地から打ち上げられた。その後おおよそ6ヶ月間隔で4機の衛星が打ち上げられ、全システムが完全となったのは2008年7月22日のことだった。
SARセンサーのコアはタレス・アレーニア・スペースが提供している。
2002年7月30日、フランスとドイツの間で、フランスの光学偵察衛星ヘリオス2AとドイツのSAR-Lupeを連携して運用していくという合意が結ばれた。イタリアを初めとする他のEU加盟国も連携への関心を見せている。

## 打上げ
| 衛星       | 日付           | ロケット    | 射場       |
| ---------- | -------------- | ----------- | ---------- |
| SAR-Lupe-1 | 2006年12月19日 | コスモス-3M | プレセツク |
| SAR-Lupe-2 | 2007年7月2日   | コスモス-3M | プレセツク |
| SAR-Lupe-3 | 2007年11月1日  | コスモス-3M | プレセツク |
| SAR-Lupe-4 | 2008年3月27日  | コスモス-3M | プレセツク |
| SAR-Lupe-5 | 2008年7月22日  | コスモス-3M | プレセツク |

## 契約会社
- 主契約: OHB-System AG (SAR-Lupe)
- LSE Space Engineering & Operations AG